# フェリーとしま
フェリーとしまは、鹿児島県鹿児島郡十島村が運航していたフェリー。鹿児島港（鹿児島市）からトカラ列島の各島を経由し、奄美大島の名瀬港（奄美市）を結んだ。十島航路の運航は2018年4月よりフェリーとしま2に引き継がれた。
2000年就航。十島航路は鹿児島とトカラ列島の島々を結ぶ唯一の公共交通機関である（十島村は小島嶼が連なっており島同士の交通も不便であるため、村役場は村内ではなく鹿児島港のすぐそばに設置されている）。2018年3月をもって新造船「フェリーとしま2」就航に伴い引退。

## 設備
船内は、1等洋室（2名）×1、1等洋室（4名）×1、2等寝台（8名）×8、2等室（130名）×1。公室として、レストラン、シャワールーム、売店、患者搬送のための診療室（通常は閉鎖）がある。その他、自動販売機や衛星電話（ワイドスター）による公衆電話の設備がある。
後部甲板には、トラックと乗用車を積載できるが、数台程度のスペースしかない。また、前部甲板には12フィートコンテナを積載できるスペースがある。食料品や日用品、郵便物など、村民の生活物資の多くはコンテナで運ばれており、港に到着するたびに、船備え付けのクレーンでコンテナを積み下ろす光景が見られる。港が穏やかな場合は、後部車両甲板からフォークリフトを使って、一気に前部甲板のコンテナを下ろすことがある。

## 運航航路
鹿児島本港南埠頭 - 口之島 - 中之島 - 諏訪之瀬島 - 平島 - 悪石島 - 小宝島 - 宝島 - 名瀬港（奄美大島）
- 2013年6月まで運航パターンは名瀬まで寄港する名瀬便と宝島で折り返し碇泊する宝島便の運航パターンがあり、月曜鹿児島発が宝島便、金曜鹿児島発が名瀬便となっていたが、2013年7月からは全便名瀬便として奄美大島まで運航されることとなった。
- 2013年3月まで運航時間は夏ダイヤ(4月 - 9月)と冬ダイヤ(10月 - 3月)があったが、2013年4月からは通年ダイヤとなっている。
- 運航頻度は1ヶ月あたり12航海（おおむね3日に1便）程度だが、全国版の時刻表には掲載されていないため、乗船のときは十島村役場に電話で問い合わせるか、十島村役場のホームページで確認する必要がある。また、村の諸行事（定期健診や悪石島のボゼ祭など）の際には、運航日や寄港地、時刻が変更される場合がある。

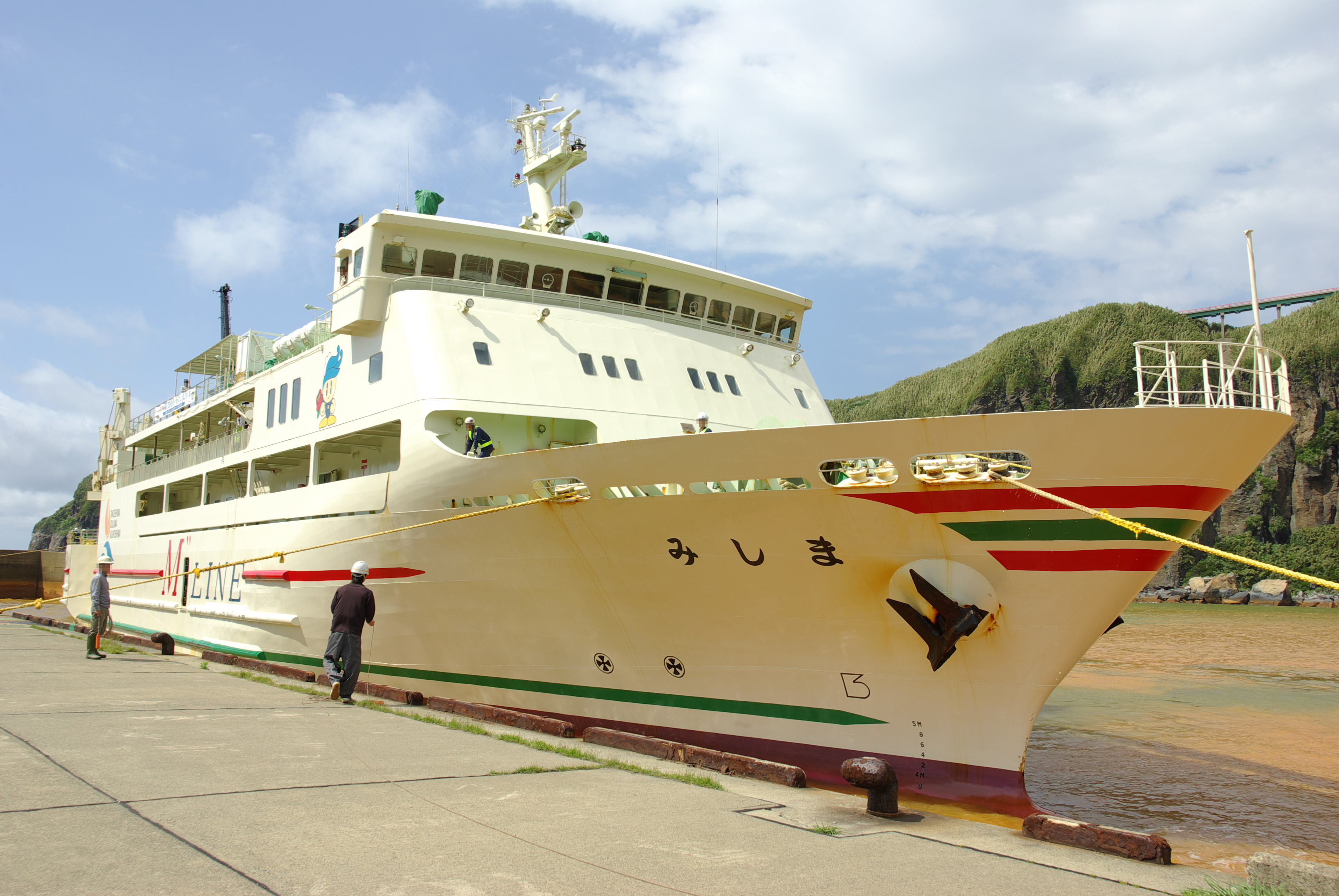
代船として用いられる「みしま」

- 三島村の村営船「みしま」が入渠(ドックイン)などで運航できないときは傭船され、逆に「フェリーとしま」が運航できないときは「みしま」を傭船する。代船として伊豆諸島開発所属の「ゆり丸」を傭船したこともあったが、供食設備がないなど長距離の航海に不適であったため、現在は行われていない。
- 奄美大島名瀬港では出港時間が早朝になるため、前日の夜に乗船手続きを行いホテルシップとして船中泊の利用も可能だが、利用者も少なく天候などにより停泊岸壁も関係することもあるので事前に代理店などに確認が必要となる。

## エピソード
- 毎年4月の最初の便は「第一次航」の通称で呼ばれており、島に赴任する教師や県職員などの移住者が多く乗船することで知られる[2]。
- 中ノ島には1933年当時の村営船就航に尽力した人々を顕彰する「航路開設記念碑」があり、大蔵省預金部運用課長（当時）の原邦造（または、十島村村長（当時）の文園彰[3]）による「汽船も亦（また）道なり」という言葉が刻まれている。トカラ列島への村営船就航には、貧弱な港湾設備や低い経済性など実現までに多くの紆余曲折があったが、文園が原に直談判をした結果[3]、原の「鶴の一声」もあって実現したとされる[4]。

## 航路の歴史
明治以降、多くの汽船が東シナ海に就航したが、トカラ列島の各島に寄港することはほとんどなかった。1907年（明治40年）、トカラ列島への航路が命令航路(国庫補助航路)となり大洋商船が受命者となったことから、主に同社の奄美・沖縄航路に就航する船舶が時々寄港するようになった（なお、受命者は同社であったが、実質的な権利は奄美・沖縄航路を寡占していた大阪商船が掌握していたとされる）。
貨客船の寄港は実現したものの、港湾設備の問題などから寄港が月に1-2回程度となっていたことや、国庫補助航路であるにもかかわらず老朽船を配船されるなど、住民から不満の声が挙がった。また、当時の船便は旅客や貨物だけでなく情報を運ぶものとの認識であったことから安定的な運航が課題とされ、民間船の寄港ではなく十島村（じっとうそん）による村営船を持つべきとの議論が村議会などで高まった。
1932年（昭和7年）、県当局に対する誘致行動の一環として臨時の村議会を鹿児島市内（県会議事堂）で開催し、村営航路開設の請願を採択した。翌1933年（昭和8年）4月、初の村営船となる「十島丸」が就航し、全ての島に寄港する「十カ島線」および、主要な島に寄港する「四カ島線」の2パターンによる運航が交互になされ、それぞれ月に4往復程度の頻度で航海を行った。奄美・沖縄方面への航海を主たる目的としていた民間船に対し、トカラ列島内への就航を目的とした村営船との利便性の格差は歴然となっていった。また、1942年（昭和17年）には鹿児島と奄美間の需要に応え村の財政に寄与すべく、2番船「金十丸」も就航した。
第二次世界大戦末期の1945年（昭和20年）4月、船舶戦時海運管理令により両船とも国家管理となり軍事輸送などにも駆り出されたが、戦後は同管理令が解除となり同年10月、村営航路に復帰した。しかし1946年（昭和21年）、GHQ指令により口之島以南が日本の施政権から切り離されることとなったため十島村（じっとうそん）は事実上分裂を余儀なくされたほか、本土と奄美・沖縄を結ぶ航路が全面禁止となり、両船もアメリカの軍政による管理・運航となった。「十島丸」はほどなく日本側に返還され鹿児島とトカラ列島北部などを結ぶ航路に、「金十丸」は名瀬港を拠点にトカラ列島南部を結ぶ航路に就航した。1952年（昭和27年）、トカラ列島は日本に復帰したが「金十丸」は日本側に返還されなかったため、船員が自主的に「シージャック」するという事件が発生している。返還（奪還）後は1952年（昭和27年）に就航した「三幸丸」を含めて三島村と新たに発足した十島村（としまむら）が共同して運航を行ったが、のちに両村による独自運航がなされることとなり、十島村には「十島丸」が承継された。
各島の港湾施設は引き続き増強工事が行われ1990年（平成2年）4月10日、定期船では日本で最後まで常時「艀取り」が行われていた小宝島に直接接岸することが可能となった。
就航した船舶の概要
1933年（昭和8年） - 「十島丸」が就航。（155.88総トン、速力12ノット、旅客定員40名）
1941年（昭和16年） - 「金十丸」が就航、2隻体制となる。（580総トン）
1953年（昭和28年） - 「八島丸」が就航。（木船、70.07総トン、速力8ノット、旅客定員12名）
1958年（昭和33年） - 「第2十島丸」が就航。（253.37総トン、速力12ノット、旅客定員60名）
1971年（昭和46年） - 「第3十島丸」が就航。（496.79総トン、速力15ノット、旅客定員160名）
1985年（昭和60年） - 「としま」が就航。（1,090.00総トン、速力17ノット、旅客定員248名）
2000年（平成12年） - 「フェリーとしま」が就航。（1,392.00総トン、速力19ノット、旅客定員200名）
2018年（平成30年） - 「フェリーとしま2」が就航。（1,953総トン、速力19ノット、旅客定員297名）